# Tužanka
Tužanka (Sclerochloa) je rod trav, tedy rostlin z čeledi lipnicovitých (Poaceae). Jedná se většinou o jednoleté byliny. Jsou většinou trsnaté. Listy jsou ploché nebo složené, na vnější straně listu se při bázi nachází jazýček. Květy jsou v kláscích, které tvoří jednoduchý hrozen nebo latu, která je často strboulovitě stažená. Klásky jsou zpravidla vícekvěté (nejčastěji 3-8 květů). Na bázi klásku jsou 2 plevy, které jsou často velmi nestejné. Pluchy jsou zpravidla bez osin. Plevy i pluchy jsou blanitě lemované. Plušky jsou často dvoukýlné. Plodem je obilka, která není okoralá. Nejméně 2 druhy se vyskytují v jižní polovině Evropy a v západní Asii, zavlečeny i jinde, často halofyty. Někdy udáváno až 6 druhů, záleží na taxonomickém pojetí.

## Druhy rostoucí v Česku
V České republice roste pouze jediný druh – tužanka tvrdá (Sclerochloa dura). Existuje také dnes už málo používané synonymum Poa dura, pod kterým je ale udávána na wikimedia commons. Jedná se částečně o halofyt (rostlina preferující či tolerující zasolené půdy), roste často na sešlapávaných místech. Rozšířena je jen v nejteplejších a nejsušších oblastech České republiky, např. v okolí Žatce a na jižní Moravě. Patři mezi silně ohrožené druhy kategorie C2.